# Джуліано Бонфанте
Джуліа́но Бонфа́нте (італ. Giuliano Bonfante, 6 серпня 1904, Мілан — 7 вересня 2005, Рим) —  італійський мовознавець, індоєвропеїст, етрусколог, син відомого італійського історика права П'єтро Бонфанте. 

## Біографія
1939 року, через встановлення в Італії фашистського режиму, був змушений емігрувати: спершу до Женеви (Швейцарія), а потім до США. В 1940-х та 1950-х викладав мовознавство в Принстонському університеті. Співзасновник Міжнародній лінгвістичній асоціації. 1960 року був запрошений на посаду професора компаративістики Туринського університету. 1969 року став членом Національної академії деї Лінчеї. Його дочка — Ларісса Бонфанте, також етрусколог, співпрацювала з батьком при написанні роботи The Etruscan language: an introduction. 

## Найважливіші праці
- Della intonazione sillabica indoeuropea (Рим, 1930)
- I dialetti indoeuropei (Неаполь, 1931)
- Storia del diritto romano ч. 2 (1958–1959)
- Latini e Germani in Italia (Брешіа,  1965)
- La dottrina neolinguistica (Турин, 1970)
- Lingua e cultura degli Etruschi (1985)
- ' 'Studi romeni (Рим, 1973)
- The Etruscan language: an introduction (Нью-Йорк, 1983, 2-е видання 2002)
- La protopatria degli Slavi (Вроцлав,  1984)
- Grammatica latina: per le Scuole Medie Superiori (Мілан, 1987)
- La lingua parlata in Orazio (1994)
- ' 'The origin of the Romance languages: stages in the development of Latin (1999, у співавторстві з дочкою)